# Episodi di Healin' Good Pretty Cure

Logo occidentale della serie

Lista degli episodi di Healin' Good ♥ Pretty Cure, diciassettesima serie anime di Pretty Cure, trasmessa in Giappone su TV Asahi dal 2 febbraio 2020 al 21 febbraio 2021. In Italia è inedita.
La sigla originale di apertura, Healin' Good ♥ Precure Touch!! (ヒーリングっど♥プリキュア Ｔｏｕｃｈ！！?), è cantata da Rie Kitagawa, mentre quelle di chiusura, Miracle-tto ♥ Link Ring! (ミラクルっと♥Ｌｉｎｋ Ｒｉｎｇ！?) per gli ep. 1-19 da Machico e Everybody ☆ Healin' GooDay! (エビバディ☆ヒーリングッデイ！?) per gli ep. 20-45 da Kanako Miyamoto.
Alla fine di ciascun episodio è presente lo Healin' Good ♥ Game (ヒーリングっど♥ゲーム?), un corto nel quale viene eseguito ogni volta un mini-gioco diverso.